# Aeroporto Internazionale di Honiara
L'Aeroporto Internazionale di Honiara (IATA:HIR, ICAO:AGGH), noto storicamente come Henderson Field, è un aeroporto situato sull'isola di Guadalcanal, nelle Salomone. È il maggior aeroporto dell'arcipelago ed è anche l'unico che effettua voli internazionali. Durante la campagna di Guadalcanal fu obiettivo primario delle forze armate giapponesi, che organizzarono due grandi offensive terrestri per tentare di riconquistarlo dopo che reparti dei marine lo avevano occupato (ancora incompiuto) il 7 agosto 1942: il secondo scontro campale è infatti noto come battaglia di Henderson Field. Il nome deriva da quello del maggiore marine Lofton R. Henderson, rimasto ucciso durante la battaglia delle Midway mentre stava guidando la sua squadra aerea contro una portaerei giapponese. Dopo la conclusione vittoriosa della lotta a Guadalcanal, l'aeroporto fu riparato e ingrandito, sostenendo lo sforzo bellico statunitense lungo la catena delle Salomone fino alla fine del 1944.

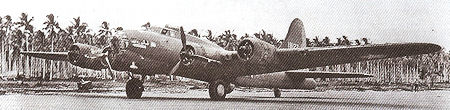
Boeing B-17E 41-9122 (Eager Beavers) rulla alla base di Henderson Field, nel 1943